# Bhumibol Adulyadej
Bhumibol Adulyadej (Cambridge, 5 de dezembro de 1927 — Banguecoque, 13 de outubro de 2016), cognominado "o Grande", foi o nono monarca da dinastia Chakri, intitulado Rama IX, reinando de 1946 até sua morte em 2016, ele é o terceiro monarca soberano com reinado mais longo verificado na história mundial depois de Luís XIV da França e rainha Isabel II do Reino Unido, reinando por 70 anos e 126 dias. Seu reinado de mais de 70 anos é o reinado mais longo de qualquer monarca tailandês e o governo nativo mais longo de qualquer soberano asiático.
Seu nome ภูมิพลอดุลยเดช pronuncia-se Phumiphon Adunyadet e significa Força do Incomparável Poder da Terra. Também chamado publicamente de o Grande (em tailandês มหาราช, ou marajá), era conhecido também como Rama IX. Em 2016, ano de sua morte, era o monarca que reinava há mais tempo e o chefe de Estado mais antigo em serviço de todo o mundo. Entre os monarcas com reinados mais longevos da História (de forma comprovada), Bhumibol Adulyadej fica em terceiro lugar, atrás do rei Luís XIV da França e Isabel II do Reino Unido. Embora fosse um monarca constitucional, Bhumibol Adulyadej realizou diversas intervenções na política do país quando houve derramamentos de sangue ou tumultos. Ele facilitou a transição da Tailândia à democracia na década de 1990, apesar de ter apoiado alguns regimes militares, como o de Sarit Dhanarajata e, mais recentemente, o Conselho de Segurança Nacional. O rei também utilizou sua considerável influência para acabar com golpes de Estado, incluindo as tentativas de 1981 e 1985.
Bhumibol Adulyadej, era alegadamente, um dos monarcas mais ricos do mundo, com um patrimônio pessoal estimado em 35 bilhões de dólares. Imensamente popular na Tailândia e reverenciado como um semi-deus pelo povo, em parte devido à crença budista, o rei utilizou parte de sua fortuna para financiar cerca de 3 mil projetos de desenvolvimento, em especial nas áreas rurais do país. Bhumibol faleceu em 13 de outubro de 2016, aos 88 anos de idade.

## Biografia

### Primeiros anos
Bhumibol nasceu no Hospital Mount Auburn, em Cambridge, Massachusetts, em 5 de dezembro de 1927. Foi o segundo filho do príncipe Mahidol Adulyadej (1892-1929) e de sua esposa, Sangwan (1900-1995). À época de seu nascimento, ele era chamado na Tailândia de Phra Worawongse Ther Phra Ong Chao Bhumibol Adulyadej (พระวรวงศ์เธอ พระองค์เจ้าภูมิพลอดุลยเดช), refletindo o fato de sua mãe ser plebeia. Entretanto, seu tio, o rei Prajadhipok, aprovou então uma lei que permitia que filhos de um príncipe e uma plebeia pudessem ser chamados de Phra Ong Chao (um príncipe de menor status do que um Chao Fa).
A primeira vez que Bhumibol foi à Tailândia foi em 1928, quando seu pai obteve um certificado em um programa de saúde pública da Universidade de Harvard. Ele brevemente estudou em uma escola de Bangkok, mas sua mãe, que então tinha ficado viúva, levou os filhos para a Suíça em 1933, matriculando-os em uma instituição privada de Lausane.
Em 1935, seu irmão mais velho, Phra Ong Chao Ananda Mahidol, tornou-se o rei da Tailândia, elevando Bhumibol e sua irmã Galyani Vadhana à posição de Chao Fa. Ele compareceu à coroação do irmão em 1938, mas logo retornou à Suíça, onde, depois de estudar literatura francesa, latim e grego, recebeu seu baccalauréat de lettres. Por volta de 1945, já terminada a Segunda Guerra Mundial, ele tornou-se estudante da Universidade de Lausane.

### Casamento e filhos
Foi em Paris que Bhumibol conheceu sua futura esposa (e prima distante) Sirikit Kitiyakara, filha do embaixador tailandês na França. Ele tinha vinte e um anos e ela, quinze, e o príncipe passou a visitar a residência do embaixador com mais frequencia.
Em outubro de 1948, ele sofreu um acidente em uma estrada na Suíça, enquanto dirigia seu Fiat Topolino, que lhe custou a perda do olho direito (substituído por um olho biônico). Sirikit fez-lhe várias visitas no hospital em Lausane e, ao conhecer a mãe dele, foi aconselhada a se transferir para uma escola em Lausane, para que Bhumibol pudesse conhecê-la melhor. Uma cerimônia de noivado foi realizada de forma discreta na Suíça em 19 de julho de 1949 e eles se casaram no dia 28 de abril de 1950, apenas uma semana antes de sua coroação.
Tiveram quatro filhos:
- A princesa Ubol Ratana, nascida em 5 de abril de 1951;
- O príncipe-herdeiro Maha Vajiralongkorn, nascido em 28 de julho de 1952;
- A princesa Maha Chakri Sirindhorn, nascida em 2 de abril de 1955;
- A princesa Chulabhorn Walailak, nascida em 4 de julho de 1957.

### Problemas de saúde
Bhumibol sofria de diversos problemas de saúde desde meados dos anos 2000. "O rei passou vários anos com a saúde fragilizada", escreveu o G1 em 14 de outubro de 2016.
De 2014 até sua morte, segundo a revista espanhola Vanitatis, o rei esteve internado no "Hospital Siriraj de maneira quase ininterrupta", período durante o qual a "Casa Real emitiu 38 comunicados" sobre o estado de saúde do monarca. Neste tempo, ele teve diversas infecções intestinais e pulmonares e teve que retirar a vesícula.

## Interesses

### Negócios
Boa parte da fortuna de Bhumibol, segundo a Vanitatis, vinha de ações que o rei tinha de uma empresa de fabricação de cimento e do banco Siamm Commercial. Ele também era dono de mais de 36 mil imóveis em Bangcock. "Extravagante", segundo a publicação, o rei também era envolvido com projetos ambientais e tinha a patente de um invento chamado 'supersandwich', uma invenção que fazia chover com a aplicação de produtos químicos.

### Radioamador
Bhumibol era um operador de radioamador com o indicativo de chamada HS1A. Ele também era o patrono da Radio Amateur Society of Thailand (RAST).

### Hobbies
Ele também tinha interesse por agricultura, fotografia, navegação à vela, compor canções para saxofone, pintar, escrever e gostava de jazz.

## Reinado

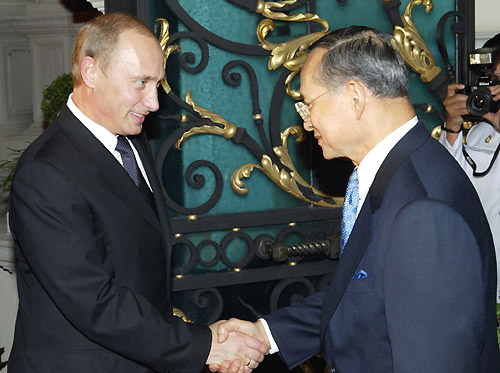
Rama IX com o presidente russo Vladimir Putin, em 2003

Bhumibol foi coroado Rei da Tailândia aos 24 anos de idade, em 1950, após a morte por ferimento à bala de seu irmão, o rei Ananda Mahidol, em 9 de junho de 1946, sob circunstâncias que permanecem obscuras.

### Influência
O reinado de Bhumibol viu 19 golpes de estado na Tailândia, no entanto, segundo o El País em 2016, seu papel político não teve relevância até 1957, quando o general Sarit Dhanarajata assumiu o poder. "O trono oferecia legitimidade ao militar e o primeiro-ministro protegia o papel do soberano. Recuperavam-se então formalismos abandonados um quarto de século antes e que hoje em dia são parte integral do protocolo, como a prática de se prostrar perante o soberano numa audiência", escreveu a publicação.
"Seu momento mais notório de influência deu-se em 1992, quando dezenas de manifestantes foram alvejados durante protestos contra as tentativas do ex-general golpista Suchinda Kraprayoon de se tornar primeiro-ministro. O rei convocou Kraprayoon e seu rival, o general da reserva Chamlong Srimuang, ao palácio. A imagem dos dois poderosos militares curvados diante do soberano, numa audiência transmitida pela televisão, causou uma forte impressão entre os cidadãos. Pouco depois, a democracia foi restaurada", escreveu o El País também. A publicação também reporta que sua influência política decaiu, a partir de meados dos anos 2000, enquanto seu estado de saúde se agravava.
Ele "conseguiu forjar a imagem de um soberano piedoso e benévolo", reportou o El País, enquanto a Vantitatis escreveu em 2014 que "ele é onipresente. Sua fotografia decora qualquer organismo público e edifício estatal, como colégios e aeroportos, e inclusive está em quase todos os lares tailandeses e no transporte público e particular".
Já para a BBC, "ele foi visto por seus súditos como uma influência estabilizadora em um país que viu vários golpes militares durante seu reinado".

### Visita a Portugal
Em agosto de 1960, visitou Portugal na companhia da mulher, Sirikit. Os monarcas foram recebidos pelo então Presidente Américo Thomaz no aeroporto da Portela, onde aterrou “o avião real” com pompa e circunstância, para celebrar quase três séculos de relações entre os dois países, desde o tempo em que os navegadores portugueses andaram pelo rio Medong, descobrindo aquela civilização “evoluída”.

## Morte

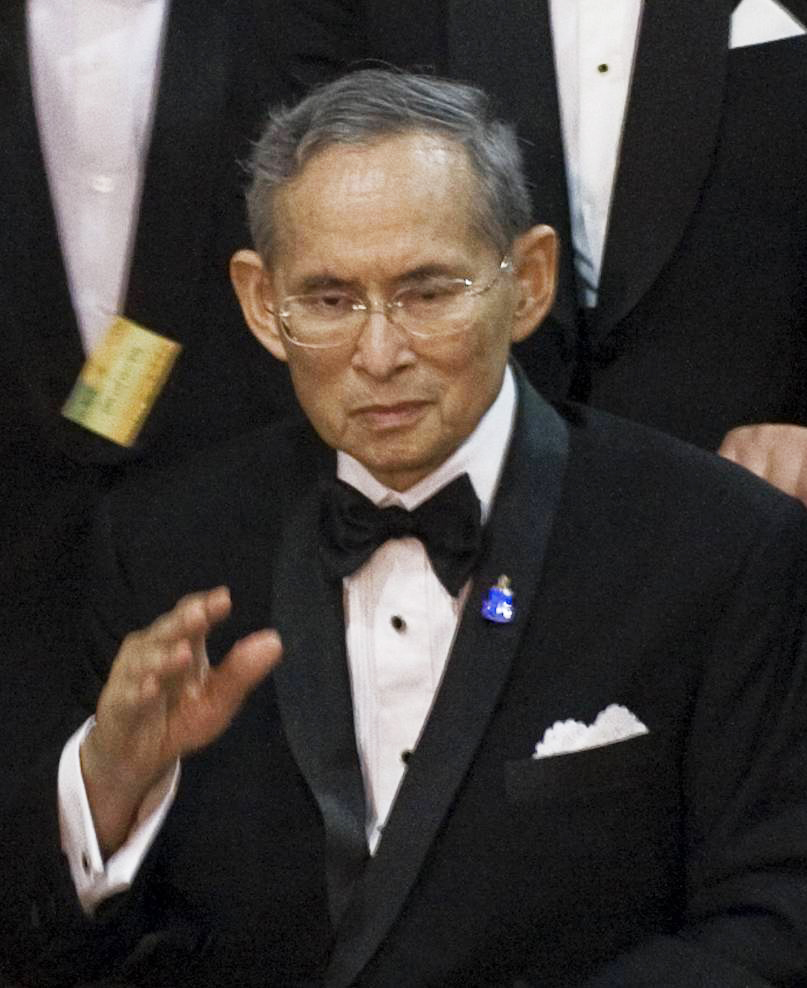
O rei Adulyadej em 2010.

Depois de ficar internado por diversos dias, o rei Bhumibol Adulyadej morreu no hospital Siriraj em Bangkok, Tailândia, em 13 de outubro de 2016, às 15:52 no horário local, aos 88 anos, conforme anunciado pelo palácio real ainda naquele dia. Após sua morte, o primeiro-ministro, Prayut Chan-Ocha, declarou um ano de luto oficial, durante o qual todos os funcionários públicos deveriam vestir preto, e ordenou que durante um mês a bandeira fosse hasteada a meio mastro em todo país.
No dia seguinte, às 16h35min, seu corpo foi levado pela caravana para o Grande Palácio para o costumeiro ritual de banhos. Milhares de pessoas enlutadas se alinharam nas ruas para acompanhar a passagem da caravana que levava o corpo, demonstrando seu carinho pelo "rei dos reis". A procissão real chegou ao Grande Palácio de Bangkok às 17:00, onde seu único filho e o próximo na linha de sucessão para governar o reino, o Príncipe Herdeiro, Maha Vajiralongkorn, presidiu o ritual de banho no Salão do Trono de Phiman Rattaya.
Uma cerimônia de cremação real foi realizada no final da noite de 26 de outubro de 2017. Após a cremação, seus restos e cinzas foram levados ao Grande Palácio de Bangkok e foram consagrados no Salão do Trono Chakri Maha Phasat (restos reais), no Cemitério Real de Wat Ratchabophit e no Templo Real de Wat Bowonniwet Vihara (cinzas reais). Após o enterro, o período de luto terminou oficialmente na meia-noite de 30 de outubro de 2017 e os tailandeses voltaram a usar roupas coloridas, enquanto aguardavam a futura coroação do rei Vajiralongkorn.
Representantes de 42 países participaram da cerimônia de cremação, incluindo diversos reis e rainhas: as rainhas Sílvia de Suécia, Máxima da Holanda, Matilde da Bélgica e Sofia da Espanha, o rei Jigme e a rainha Jetsun Pema do Butão e o casal real de Tonga.

### Comoção popular
A morte the Bhumibol praticamente deixou todo o país de luto. Manequins em vitrines foram vestidos de preto, enquanto no país todo roupas desta cor se esgotaram nas lojas. "Nestes dias, em Bangkok, as únicas cores brilhantes vêm dos táxis. Seus verdes estridentes, amarelos-canário e rosas fúcsia parecem quase obscenos em comparação ao branco e ao preto quase uniformes exibidos pelos tailandeses, de luto pelo rei Bhumibol Adulyadei", escreveu o El País em 15 de agosto de 2016.
Nota: acesse a galeria de fotos do El País com imagens das manifestações populares